# Shōsuke Tanihara
Shōsuke Tanihara (谷原 章介?, Tanihara Shōsuke; Yokohama, 8 luglio 1972) è un attore giapponese.
Fin dalla metà degli anni '90 ha partecipato a moltissimi film per il cinema e dorama per la televisione, facendosi sempre più conoscere per l'ampia varietà di ruoli interpretati. 

## Filmografia

### Cinema
- Marmalade Boy (2018)
- Himitsu no Akko-chan - Il film (2012)
- Andalucia: Revenge of the Goddess (Andarushia Megami no Hōfuku, 2011)
- Boku to tsuma no 1778 no monogatari (2011)
- Nodame Cantabile saishū gakushō - Kōhen (2010)
- Nodame Cantabile saishū gakushō - Zenpen (2009)
- Tenshi no Koi (2009, My Rainy Days)
- Baby, Baby, Baby! (2009)
- Handsome Suit (2008)
- The Sky Crawlers (2008)
- The Magic Hour (2008)
- Saiyuuki - Il film (2007)
- Vexille (2007)
- Memories of Matsuko (Kiraware Matsuko no Isshō)
- Lovely Complex (2006)
- Kiraware Matsuko No Isshou (2006)
- Ō-oku - Il film (2006)
- Ski Jumping Pairs: Road to Torino 2006 (2006)
- Bokoku no Igisu / Aegis (2005)
- Gojira - Final Wars (2004)
- Shinkokyuu no Hitsuyou (2004)
- Sky High (2003)
- Gojira × Megaguirus - G shōmetsu sakusen (2000)
- Fuyajo (1998)
- Gokudo Sengokushi: Fudo 2 (1997)
- Fudoh: The New Generation (1996)
- Hana Yori Dango (film) (Fuji TV, 1995)

### Televisione
- White Lab - Honda Masayuki (TBS, 2014)
- Smoking gun (Fuji TV, 2014)
- Chi no Wadachi (WOWOW, 2014)
- Gunshi Kanbee (NHK, 2014)
- Tsuki ni Inoru Pierrot (TBS, 2013)
- Dai Ni Gakusho (NHK, 2013)
- Share House no Koibito (NTV,2013)
- Tsugunai (NHK BS Premium, 2013)
- Makete, Katsu (NHK, 2012)
- Magma (WOWOW, 2012)
- Lucky Seven (Fuji TV, 2012)
- Ranma ½ (film) (NTV, 2011)
- HUNTER ~Sono Onnatachi, Shoukin Kasegi~ (Fuji TV, KTV, 2011)
- BOSS 2 (Fuji TV, 2011)
- Tempest (NHK, 2011)
- Reinoryokusha Odagiri Kyoko no Uso (TV Asahi, 2010)
- Tantei Club (Fuji TV, 2010)
- Mioka (NTV, 2010)
- Shinzanmono (TBS, 2010, ep6)
- Real Clothes (Fuji TV, 2009, ep9-10)
- Magerarenai Onna (NTV, 2010)
- Hataraku Gon! (NTV, 2009)
- Konkatsu! (Fuji TV, 2009)
- Akuma no Temari Uta (Fuji TV, 2009)
- Love Shuffle (TBS, 2009)
- Triangle (Fuji TV, 2009)
- Gakko ja oshierarenai! (NTV, 2008)
- Ryokiteki na Kanojo (TBS, 2008)
- Edison no Haha (TBS, 2008)
- Kyo wa Shibuya de Rokuji (Fuji TV, 2008, cameo)
- Shabake (Fuji TV, 2007)
- Mop Girl (TV Asahi, 2007)
- Deru Toko Demasho! (Fuji TV, 2007)
- Yama Onna Kabe Onna (Fuji TV, 2007)
- Watashitachi no kyōkasho (Fuji TV, 2007)
- Erai Tokoro ni Totsuide Shimatta! (TV Asahi 2007)
- Fuurin Kazan - Imagawa Yoshimoto (NHK, 2007)
- Akechi Mitsuhide (Fuji TV, 2007)
- Kiraware Matsuko no Issho (TBS, 2006)
- CA to Oyobi (NTV, 2006)
- Top Caster - Yuuki Masato (Fuji TV, 2006)
- Woman's Island - Fukazawa Hiroto (NTV, 2006)
- Kobayakawa Nobuki no Koi - Takebayashi Hayato (Fuji TV, 2006)
- Onna no Ichidaiki: Koshiji Fubuki - Toshiro Mayuzumi (Fuji TV, 2005)
- Ooku~Hana no Ran~ - Tokugawa Tsunayoshi (Fuji TV, 2005)
- Shiawase ni Naritai! - Hasegawa Junichi (TBS, 2005)
- Koi ni Ochitara - Riku Kamiya (Fuji TV, 2005)
- Gokusen 2 - Kujo Takuma (NTV, 2005)
- Seishu Hanaoka no Tsuma - Hanaoka Seishuu (Unpei) (NHK, 2005)
- Pride (Fuji List, 2004)
- Division 1 Shoubu Shitagi (Fuji TV, 2004)
- Shinsengumi (NHK, 2004)
- Star's Echo (MBC/Fuji TV, 2004)
- Cosmetic (WOWOW, 2003)
- Fujiko Hemingu no Kiseki (2003)
- Yonimo Kimyona Monogatari Meiro (Fuji TV, 2003)
- Diamond Girl as Natsume Shinichiro (Fuji TV, 2003)
- Boku no ikiru michi as Kubo Masaru (Fuji TV, 2003)
- Otousan - Tamaki Shinji (TBS, 2002)
- Kaidan Hyaku Monogatari Story 7: Kaguya Hime (Fuji TV, 2002)
- Koi no Chikara (Fuji TV, 2002)
- Seikei Bijin as Yajima Tasahi (Fuji TV, 2002)
- Suiyoubi no Jouji as Okajima Akihiro (Fuji TV, 2001)
- Kyumei Byoto 24 Ji 2 (Fuji TV, 2001)
- Mukodono! (Fuji TV, 2001)
- Oyaji (TBS, 2000, cameo, ep1)
- Love Complex (Fuji TV, 2000)
- Koori no Sekai as Hiyama Toyohiko (Fuji TV, 1999)
- Nanase Futatabi (TV Tokyo, 1998)
- Miseinen as Togawa Tatsumi (TBS, 1995)

### Videogiochi
- Judgment (2018) (Mitsuru Kuroiwa)